# Midnattens Widunder
Midnattens Widunder (en español: La Bestia de la Medianoche) es un álbum de estudio de folk metal de la banda finlandesa Finntroll. Fue editado en 1999 por la discográfica Spinefarm. Se trata del disco con una mayor influencia del black metal del grupo hasta la fecha, con menos presencia folk y un estilo mucho más áspero, crudo, que ha ido difuminándose en trabajos posteriores.

## Argumento
El álbum sigue la historia del legendario rey trol Rivfader, quien lidera un ejército de troles y goblins con el fin de destruir el mundo de los humanos. La historia está influenciada por la ópera clásica, algo que también puede notarse en ciertas canciones como «Svartberg».
Las letras contienen algunas ideas anti-cristianas, pero dado el contexto no deben tomarse demasiado en serio; no en vano también podrían considerarse anti-humanas, al estar escritas desde la perspectiva de los troles. Si bien algunas bandas de black metal sí parecen defender esos comportamientos contra el cristianismo, tanto las letras de este disco como el trabajo de la banda en general están lo suficientemente exagerados como para poderse afirmar que no son realmente contrarias a la religión, o al menos no queriendo fomentar violencia contra ella.

## Lista de canciones
1. «Intro» – 1:57
2. «Svartberg» – 4:06 - Montaña negra
3. «Rivfader» – 4:09
4. «Vätteanda» – 4:35 - Espíritu goblin
5. «Bastuvisan» – 1:19 - Canción para la Sauna
6. «Blodnatt» – 4:41 - Noche sangrienta
7. «Midnattens Widunder» – 4:40 - La Bestia de la Medianoche
8. «Segersång» – 1:59 - Canción de la Victoria
9. «Svampfest» – 2:03 - Banquete de Champiñones